# Initiative populaire « La santé à un prix abordable »
L'initiative populaire  « La santé à un prix abordable » dite « initiative-santé », est une initiative populaire fédérale suisse, rejetée par le peuple et les cantons le 18 mai 2003.

## Contenu
L'initiative propose de modifier l'article 34bis de la Constitution fédérale pour changer le financement de l'assurance-maladie obligatoire, qui serait assuré par une prime personnelle calculée en fonction du revenu, de la fortune et des charges familiales ainsi que par un relèvement du taux de TVA. L'initiative attribue de plus à la Confédération de nouvelles tâches de direction et de planification, jusqu'alors dédiées aux cantons.
Le texte complet de l'initiative peut être consulté sur le site de la Chancellerie fédérale.

## Déroulement

### Contexte historique
En Suisse, l'assurance-maladie et accidents est la plus ancienne assurance sociale au niveau fédéral ; en effet, l'article constitutionnel 34bis qui définit cette assurance existe depuis 1890. La loi d'application, quant à elle, date du 13 juin 1911 et, après un premier refus populaire le 20 mai 1900, a été approuvée en votation le 4 février 1912 ; elle n'a pas, jusqu'à cette proposition, subi de changements importants : elle définit une assurance-maladie individuelle, facultative et subventionnée et une assurance contre les accidents professionnels obligatoire pour les travailleurs, dont les frais sont partagés entre les employeurs et les salariés.
Bien qu'elle ne soit pas obligatoire, l'assurance-maladie voit son succès aller en grandissant au fil des années : de 14 % de la population en 1915, le taux de personnes assurées passe à 48 % en 1945 et à 89 % en 1970. Sur le plan des prestations, ce sont les frais médico-pharmaceutiques qui augmentent fortement, faisant plus que doubler entre 1960 et 1970 par exemple.
À partir de 1970, les demandes de révisions de la loi sur l'assurance-maladie et l'assurance accidents se multiplient au Parlement : les députés demandent le passage à une assurance obligatoire, la création d'une assurance-maternité et d'une assurance familiale, un financement spécial des frais hospitaliers et une révision du financement et des prestations. Afin de faire le point sur ce sujet, le Conseil fédéral nomme, en février 1969, une commission de 50 membres ; celle-ci rend son rapport le 18 avril 1972 dans lequel elle préconise la création d'une assurance hospitalisation obligatoire, détachée de l'assurance maladie et financée par un relèvement des cotisations sociales ; cette proposition sera ultérieurement connue sous le nom de « modèle de Flims ». Sa publication provoque un vif débat duquel surgissent trois autres propositions (appelées « Modèle 1972 », « Modèle de Soleure » et « Modèle Grütli »).
Entre-temps, une initiative populaire « pour une meilleure assurance-maladie » est déposée par le Parti socialiste suisse en 1970 afin de rendre obligatoire l'assurance-maladie, l'assurance-maternité et l'assurance-accidents pour les travailleurs. Ni cette proposition, ni le contre-projet direct proposé par le gouvernement ne seront approuvés lors de la votation du 8 décembre 1974.
Immédiatement après ce double refus populaire, plusieurs parlementaires demandent une révision de la loi sur l'assurance-maladie ; le Conseil fédéral forme alors une nouvelle commission chargée de préparer une révision partielle de cette loi. Cette dernière rend son rapport le 5 juillet 1977, rapport utilisé par le Conseil fédéral pour établir une proposition de loi qu'il présente le 19 août 1981 et qui, selon ses auteurs « se limite aux modifications considérées comme particulièrement urgentes » en élargissant le cercle des bénéficiaires, en étendant partiellement les prestations et en rendant obligatoire l'assurance perte de gain. Un nouveau refus populaire de révision partielle de l'assurance-maladie enterre ces travaux le 6 décembre 1987.
Pendant la période de discussion sur la votation de la révision de 1987, le concordat des caisses-maladie suisses lance une nouvelle initiative populaire non pas pour modifier l'organisation ou la couverture accordée par l'assurance-maladie, mais pour en maîtriser les coûts ; cette initiative est à son tour refusée en votation le 16 février 1992. Le même sort est réservé à l'initiative populaire « pour une saine assurance-maladie » du Parti socialiste, qui est rejetée en votation le 4 décembre 1994, le jour même où la nouvelle loi sur l'assurance-maladie (LAMal) qui définit comme objectifs principaux la couverture des besoins en soins la solidarité et la maîtrise des coûts est acceptée par près de 52 % des votants.
Trois ans après l'entrée en vigueur de cette révision, le groupe Denner relève que, contrairement à la volonté des autorités de maîtrise des coûts, « les primes de l’assurance-maladie croissent sans cesse, le marché libre en matière d’assurance-maladie est un vain mot, et [..] la solidarité entre patients et assurés des diverses classes d’âge ne fonctionn[e] pas ». Le groupe lance alors deux initiatives visant à réduire ces coûts : la première, intitulée « pour des coûts hospitaliers moins élevés » et proposant de limiter le remboursement des caisses-maladie aux frais d'hospitalisation est rejetée le 26 novembre 2000 tout comme la seconde, baptisée « pour des médicaments à moindre prix » et demandant de diminuer les contrôles sur certains médicaments, qui est refusée le 4 mars 2001.
Le Parti socialiste lance à son tour cette initiative sur le sujet, non pas pour diminuer les coûts de l'assurance-maladie obligatoire, mais pour remplacer un système « où des multimillionnaires, et
même des milliardaires, ne paient pas un centime de plus qu'une famille moyenne pour l’assurance-maladie obligatoire » par un calcul des primes selon le revenu et la situation de chaque assuré ce qui, selon les initiants, devrait entraîner une baisse des primes pour 80 % d'entre eux.

### Récolte des signatures et dépôt de l'initiative
La récolte des 100 000 signatures nécessaires débute le 9 décembre 1997. Le 9 juin 1999, l'initiative est déposée à la Chancellerie fédérale, qui constate son aboutissement le 4 août.

### Discussions et recommandations des autorités
Le Parlement et le Conseil fédéral recommandent le rejet de l'initiative. Dans son message aux Chambres fédérales, le gouvernement « estime qu’il n'y a pas lieu d’envisager une refonte du système de financement de l’assurance-maladie sociale telle que la souhaite l’initiative-santé », le système alors en place de réductions de primes remplissant globalement son rôle et pouvant être adapté au besoin. D'autre part, le Conseil fédéral assure que plusieurs exigences de l'initiative sont prises en compte dans les dernières révisions de la LAMal.
Les recommandations de vote des partis politiques sont les suivantes : 
| Parti politique              | Recommandation  |
| ---------------------------- | --------------- |
| Démocrates suisses           | oui             |
| Parti chrétien-conservateur  | non             |
| Parti chrétien-social        | liberté de vote |
| Parti démocrate-chrétien     | non             |
| Parti évangélique            | oui             |
| Parti libéral                | non             |
| Parti de la liberté          | non             |
| Parti radical-démocratique   | non             |
| Parti socialiste             | oui             |
| Parti suisse du travail      | oui             |
| Union démocratique du centre | non             |
| Union démocratique fédérale  | non             |
| Les Verts                    | oui             |

### Votation
Soumise à votation le 18 mai 2003, l'initiative est refusée par la totalité des 20 6/2 cantons et par 72,9 % des suffrages exprimés. Le tableau ci-dessous détaille les résultats par canton :

## Effet
Même après ce refus populaire, une nouvelle initiative populaire appelée « Pour une caisse maladie unique et sociale » est déposée dans le but de réduire les coûts de l'assurance-maladie en instaurant une caisse unique dont les primes seraient fixées en fonction de la capacité économique de l'assuré. Elle est également rejetée le 11 mars 2007.
Outre cette initiative, plusieurs autres propositions n'obtiendront pas le nombre de signatures nécessaires ; c'est le cas pour l'initiative « pour une assurance de base minimale et des primes d'assurance-maladie abordables » en 2002, l'initiative « Pour une maîtrise des primes de l'assurance maladie » en 2003 et enfin l'initiative « pour la suppression de l'obligation de s'assurer contre la maladie » en 2004.
Par la suite, l'initiative populaire « Pour une caisse publique d'assurance-maladie » est déposée en 2011 et rejetée en 2014.